# Peucedanum officinale
Peucedanum officinale är en växtart i släktet siljor (Peucedanum) och familjen flockblommiga växter. Den beskrevs av Carl von Linné 1753.
Arten är en perenn ört som förekommer i västra, centrala och södra Europa samt i västra Asien.

## Underarter
Arten har sex accepterade underarter:
- P. officinale subsp. album
- P. officinale subsp. brachyradium
- P. officinale subsp. longifolium
- P. officinale subsp. officinale
- P. officinale subsp. paniculatum
- P. officinale subsp. stenocarpum